# Jovan Popović Tekelija
 (février 2024).
Si vous disposez d'ouvrages ou d'articles de référence ou si vous connaissez des sites web de qualité traitant du thème abordé ici, merci de compléter l'article en donnant les références utiles à sa vérifiabilité et en les liant à la section « Notes et références ».
Jovan Popović Tekelija (1660 - 1721 ou 1722) fut un officier serbe de l'armée d'Autriche-Hongrie. En tant que commandant de la Milice serbe, Tekelija a participé à de nombreuses batailles et se distingue lors de la bataille de Zenta en 1697. Pour son mérite, il fut nommé Capitaine de la ville d'Arad.
Lors de la Bataille de Zenta, il rassembla plus de 10 000 Serbes (avec une majorité de cavaliers) aux côtés des Autrichiens et des Hongrois.

## Biographie
Il est à Canad. Dès son plus jeune âge vers 16 ans il s'engage dans l'armée austro-hongroise comme tous les serbes des confins militaire. Il est déjà remarqué lors de la bataille de Buda en 1686. Il devient capitaine lors de la prise de Belgrade en 1689.